# Lefka Ori

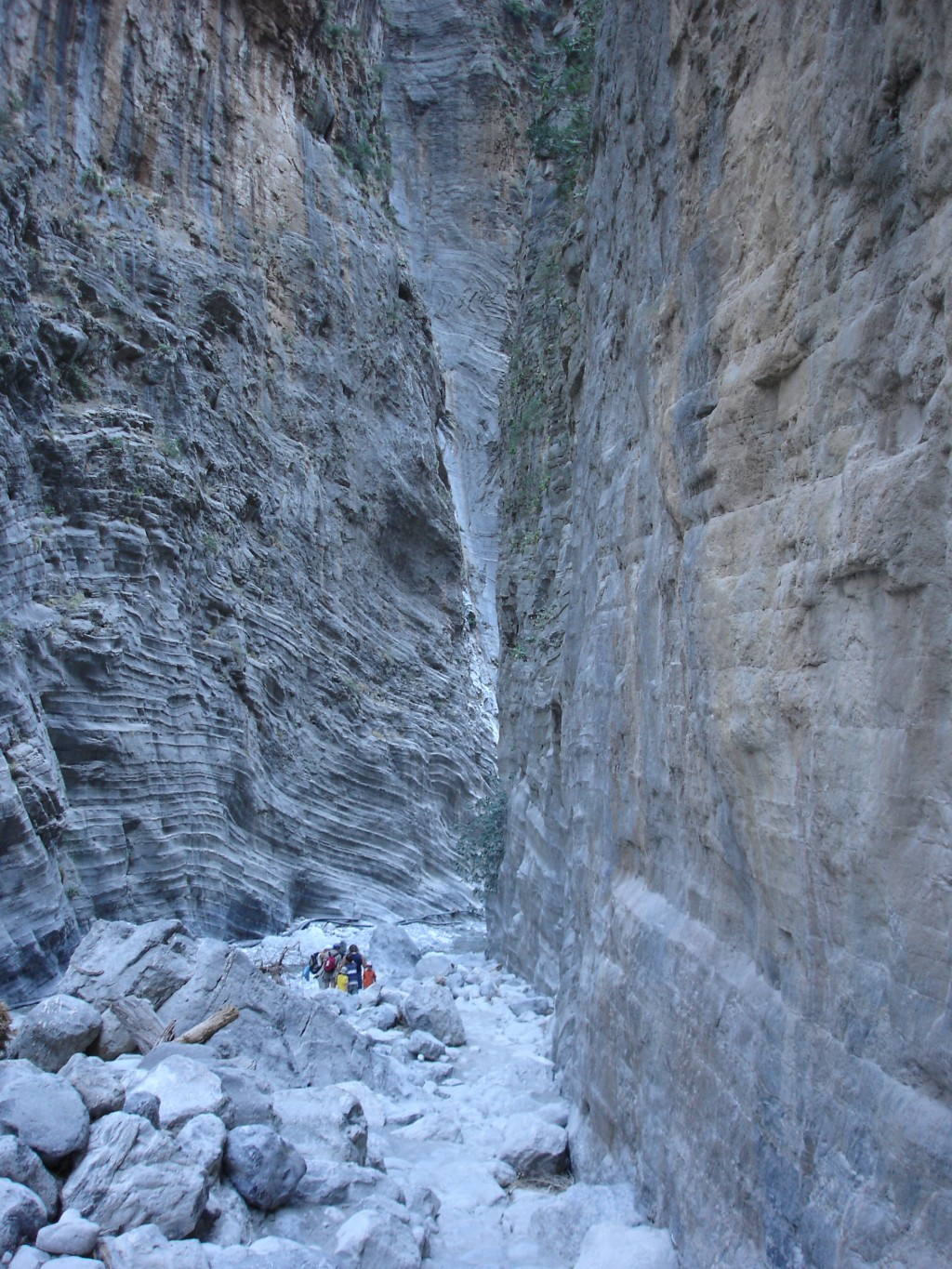
Samariaravinen.

Lefka Ori är en bergskedja på västra Kreta. Namnet betyder de vita bergen, och kommer av färgen på berggrunden (kalksten) som är vitskimrande. Högsta toppen är Pachnes med sina 2452 m ö.h. Genom bergen går många raviner, exempelvis den berömda Samariaravinen.

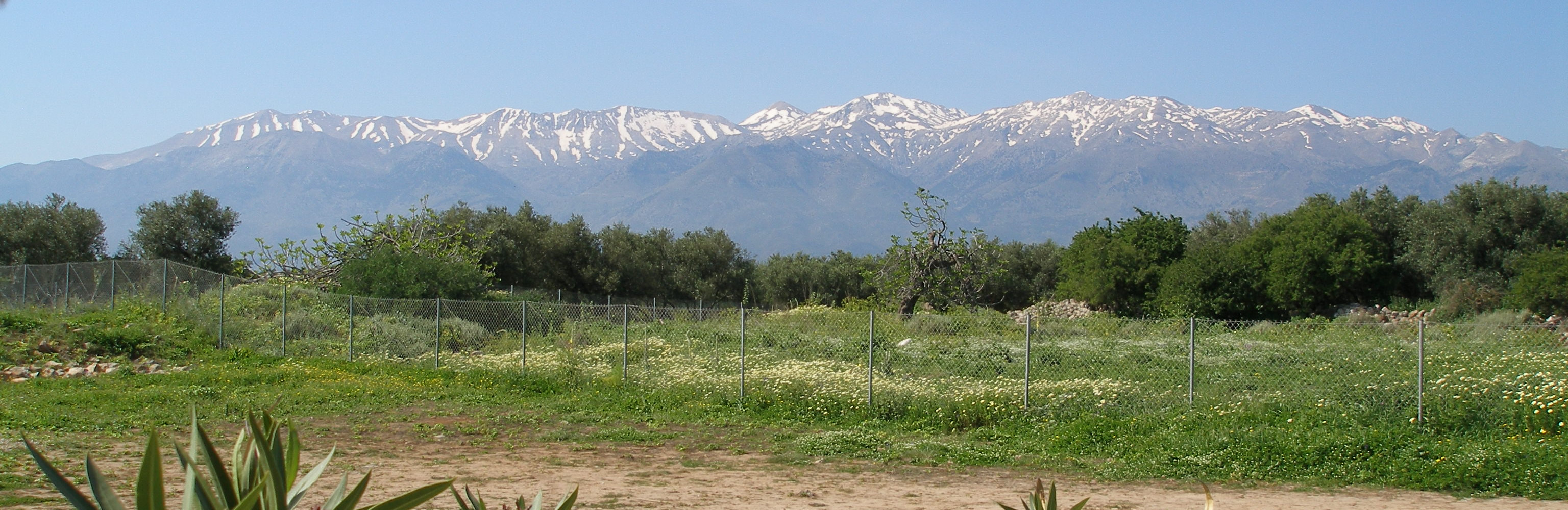
Lefka Ori (Vita bergen) sedda från norr.